# Pavillon Louis-Jacques-Casault
Le pavillon Louis-Jacques-Casault (CSL) est l'un des bâtiments de l'Université Laval, à Québec.

## Description
Créé tout d'abord sous le nom de Grand Séminaire, il fut intégré à l'Université en 1978. Conçu au départ par le moine architecte Dom Bellot, à la suite de son décès, l'oeuvre fut complétée en majeure partie par le célèbre architecte québécois Ernest Cormier. Sa forme rappelle les lignes épurées d'une église et est l'un des symboles de l'identité visuelle de l'Université Laval. Son nom rappelle le nom du premier recteur de l'Université, Louis-Jacques Casault. On y retrouve la Faculté de musique, la Faculté des lettres et des sciences humaines avec le département d'information et de communication, et le département des littératures, ainsi que le département des sciences géomatiques et le Centre de recherche en géomatique de la Faculté de foresterie, de géographie et de géomatique (situé principalement au pavillon Abitibi-Price). En outre, Bibliothèque et Archives nationales du Québec sont situées dans l'ancienne cathédrale à l'avant. Le centre muséographique de l'Université Laval (« Le musée des origines ») y fut également situé de 1986 jusqu'à sa fermeture en 2000. Depuis mai 2007, l'espace de l'ex-centre muséographique est occupé par le Laboratoire de muséologie et d'ingénierie de la culture (LAMIC), premier centre canadien de muséologie expérimentale. Le pavillon habite aussi la salle de concert Henri-Gagnon.

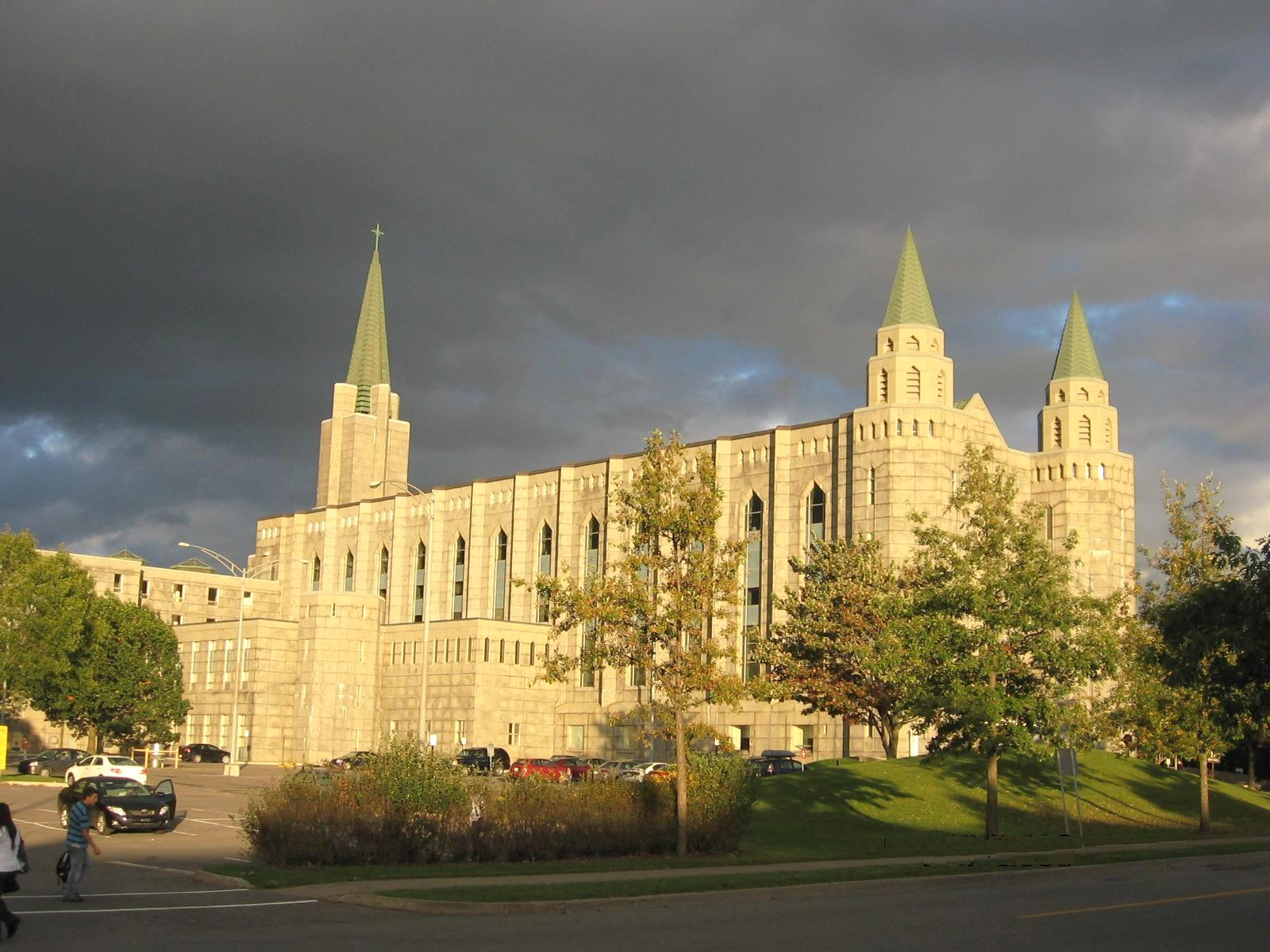
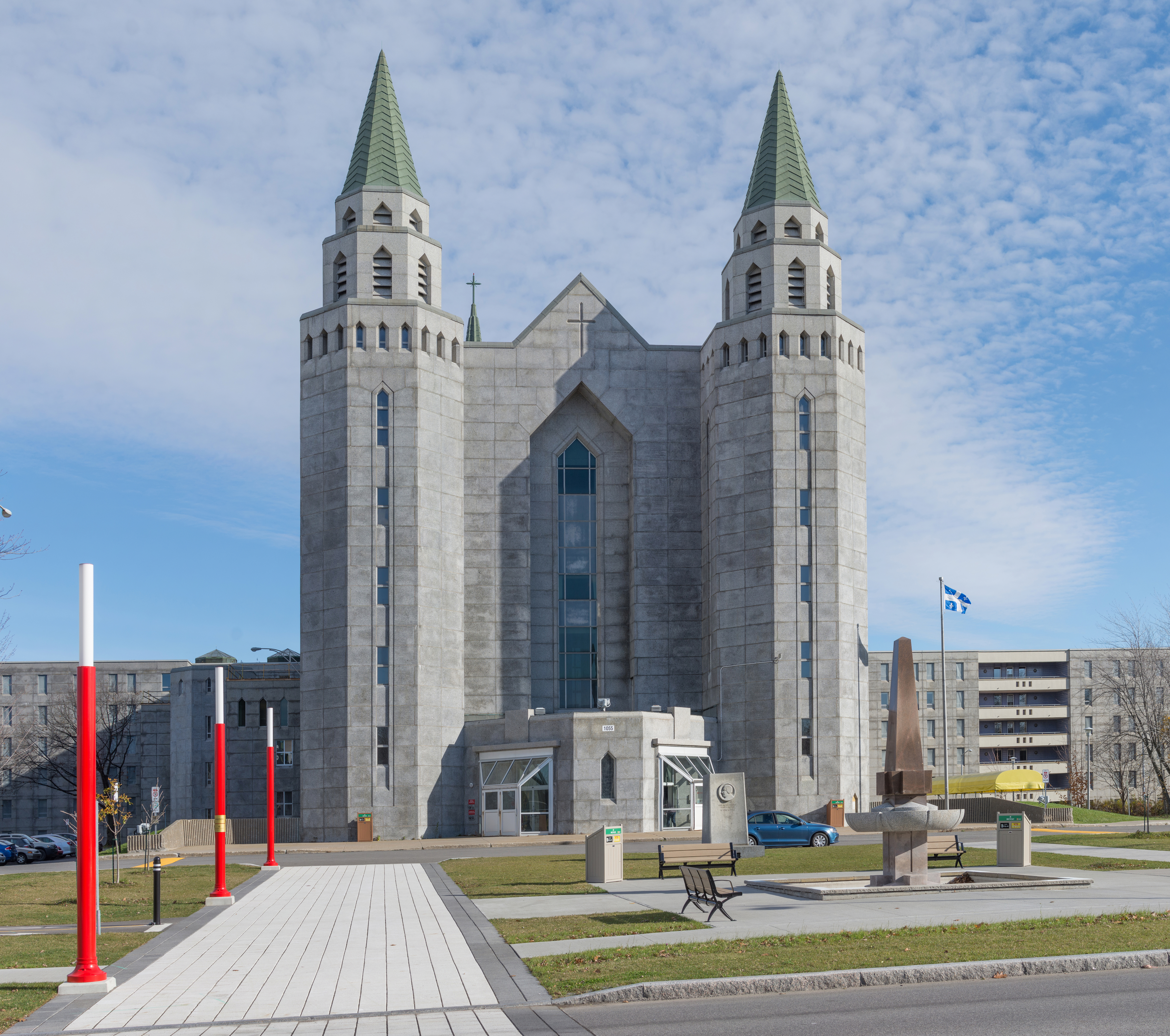
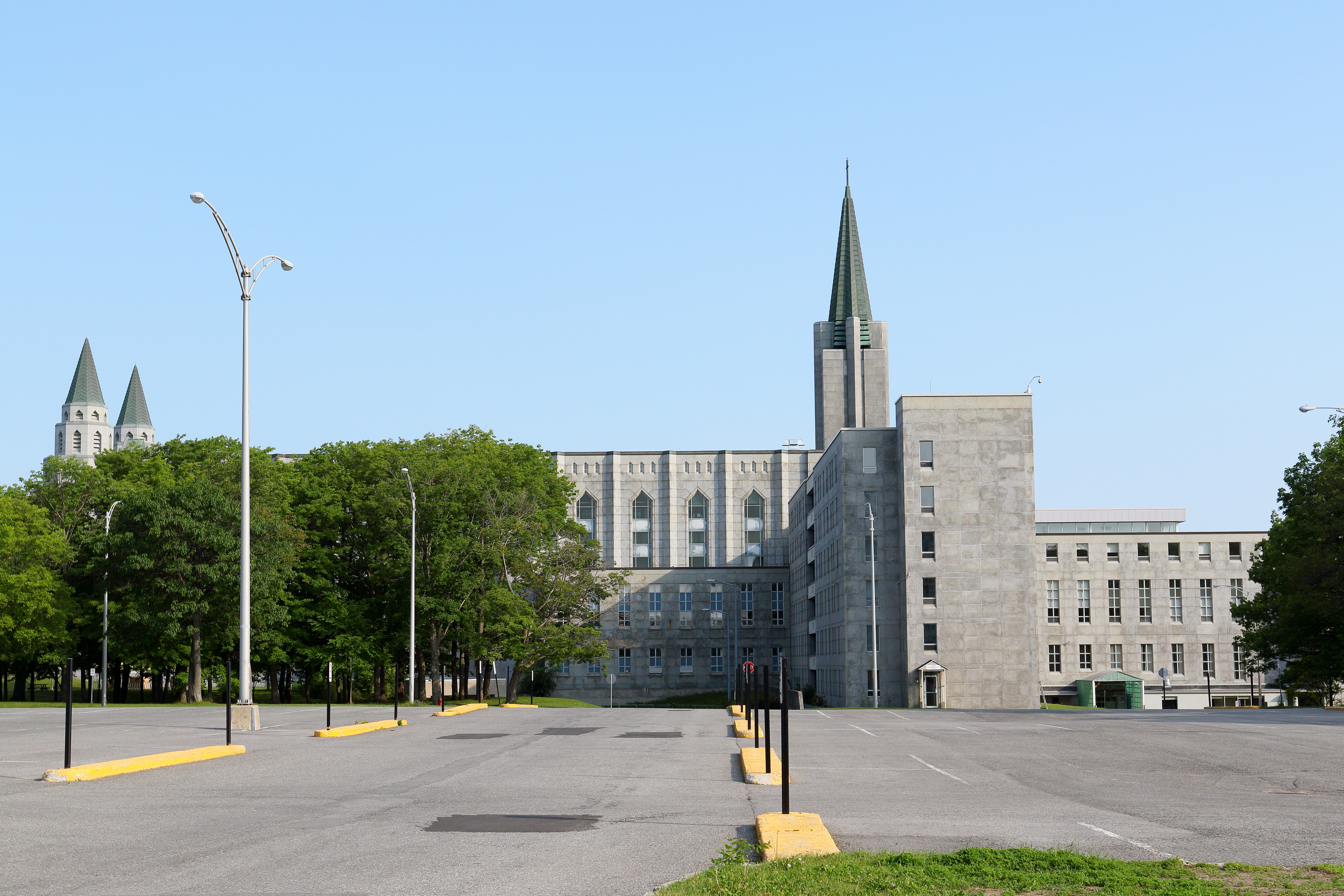
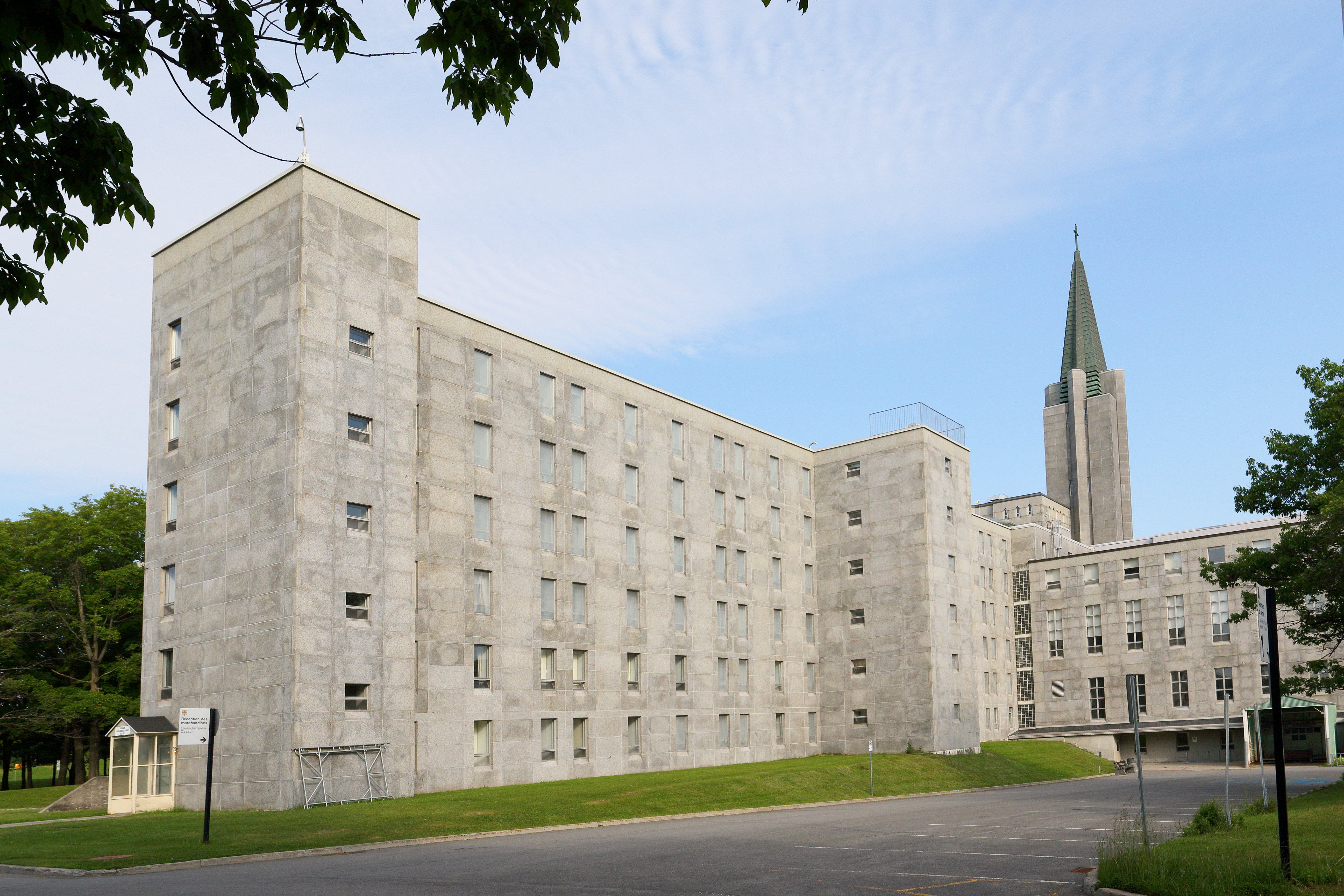
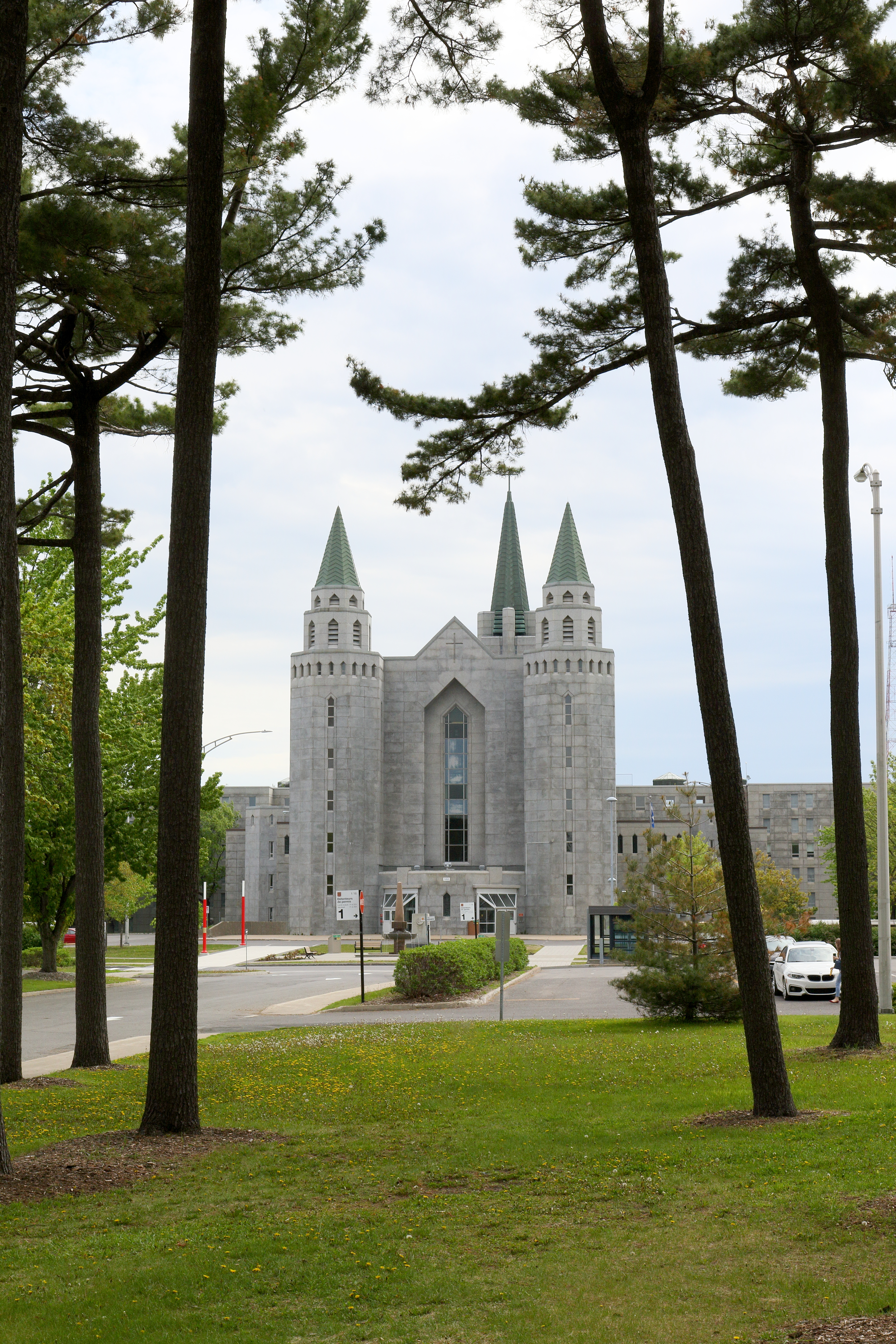

## Art public
Deux œuvres d'art public de Marius Plamondon sont installées près de l'entrée principale : la Stèle commémorative de Louis-Jacques Casault dans la section centrale de la place Casault et un vitrail — Tu seras pêcheur d'hommes — localisé sur la partie centrale du mur ouest du hall des entrées un et deux.

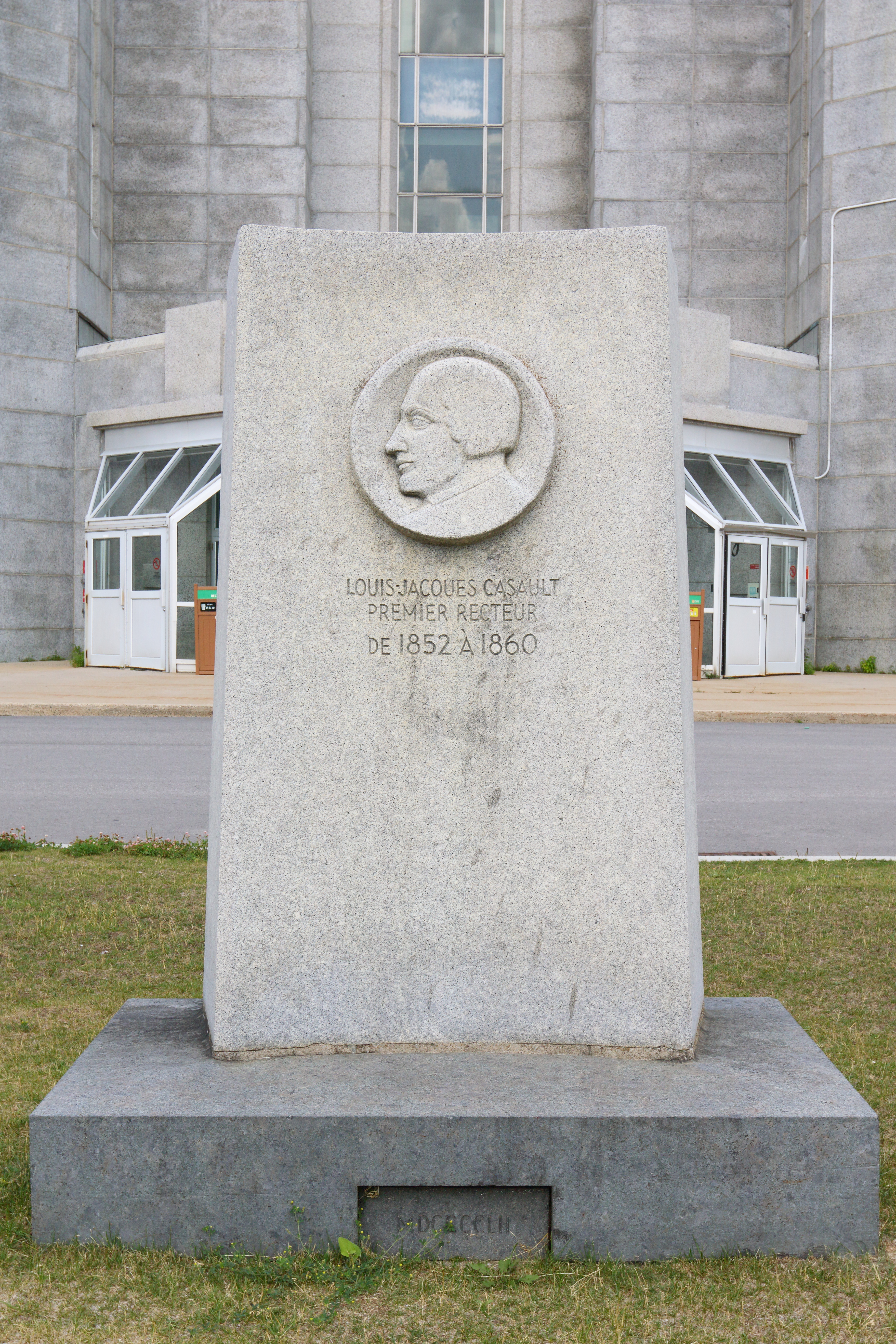
'Stèle commémorative de Louis-Jacques Casault
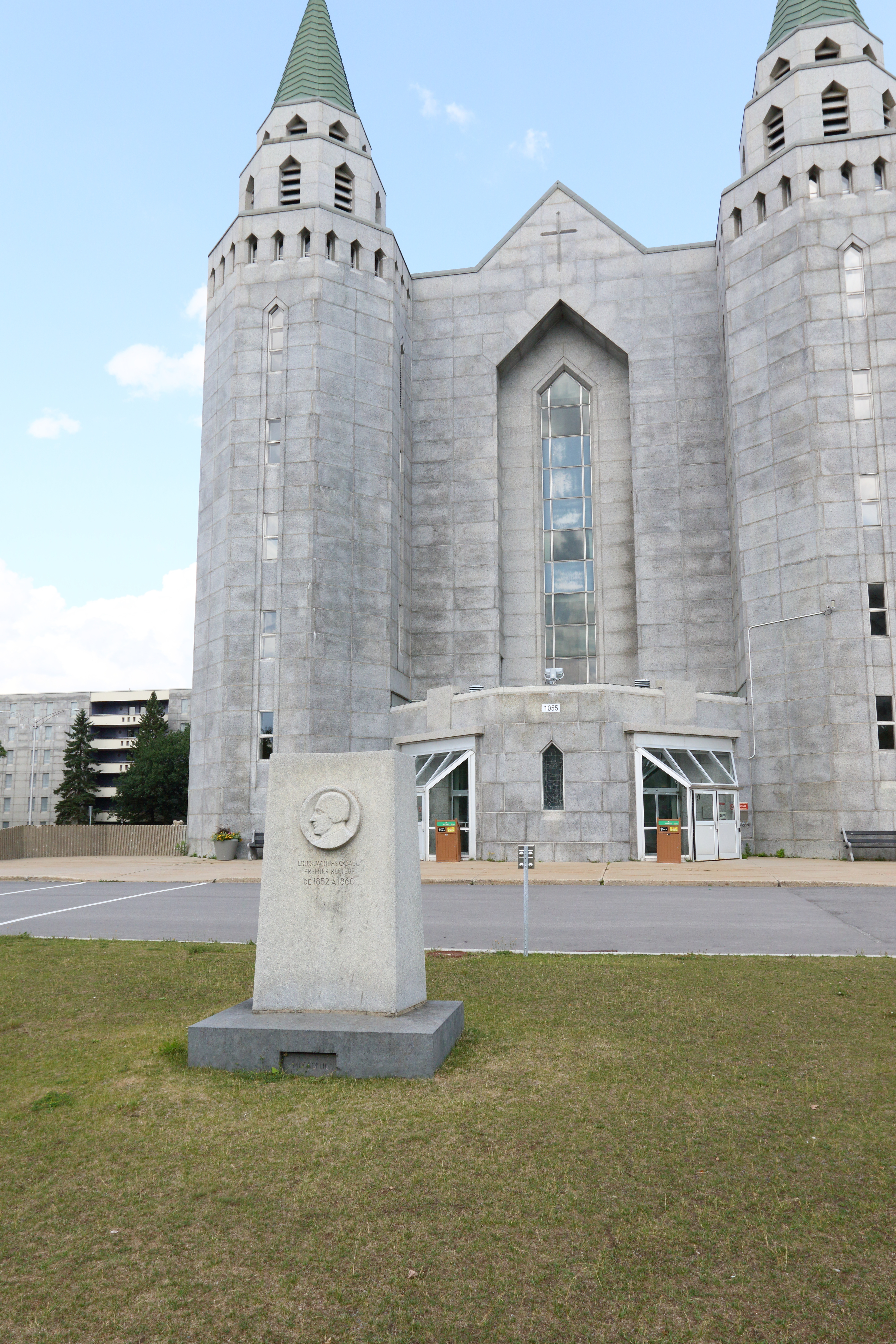
'Stèle commémorative de Louis-Jacques Casault
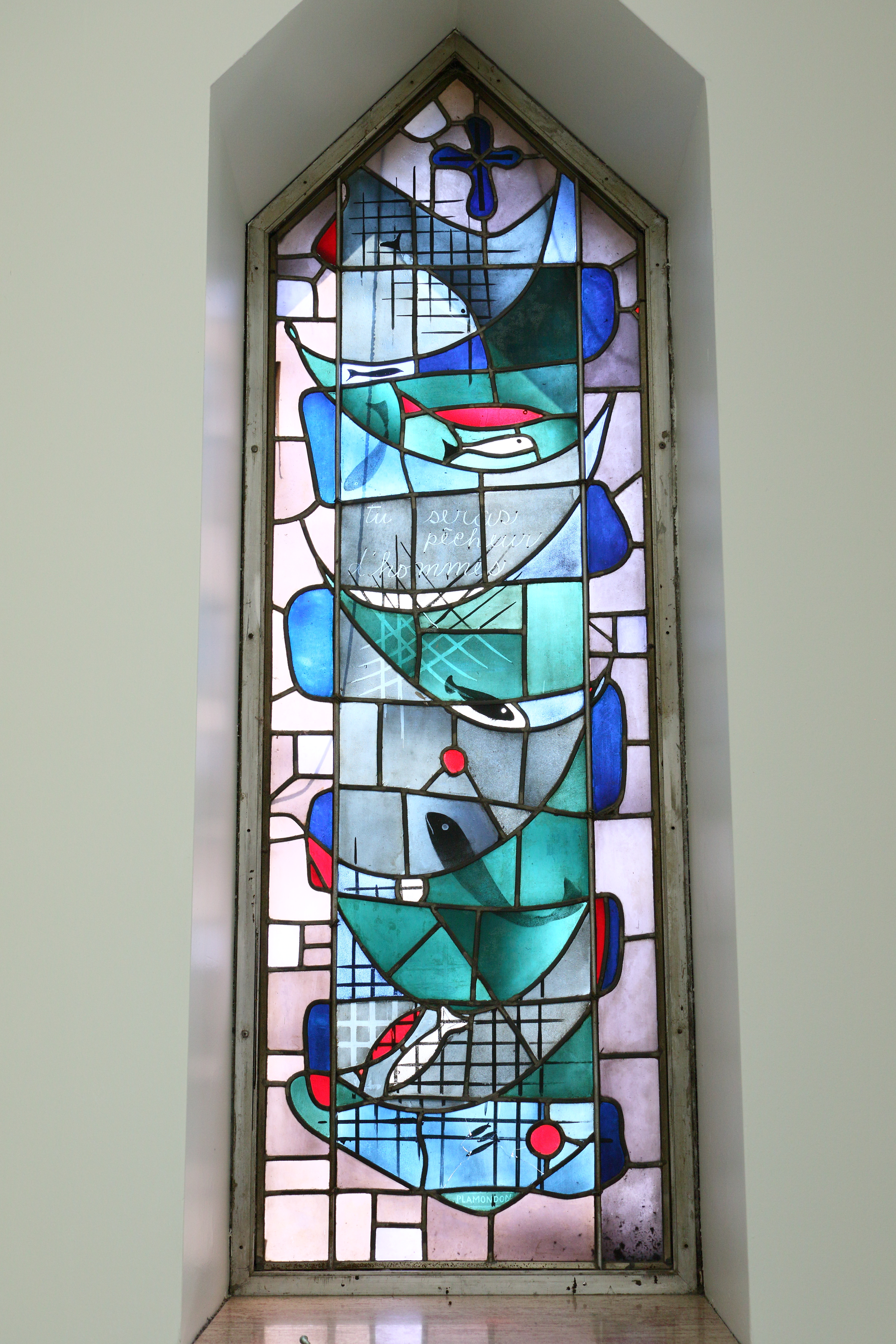
Tu seras pêcheur d'hommes
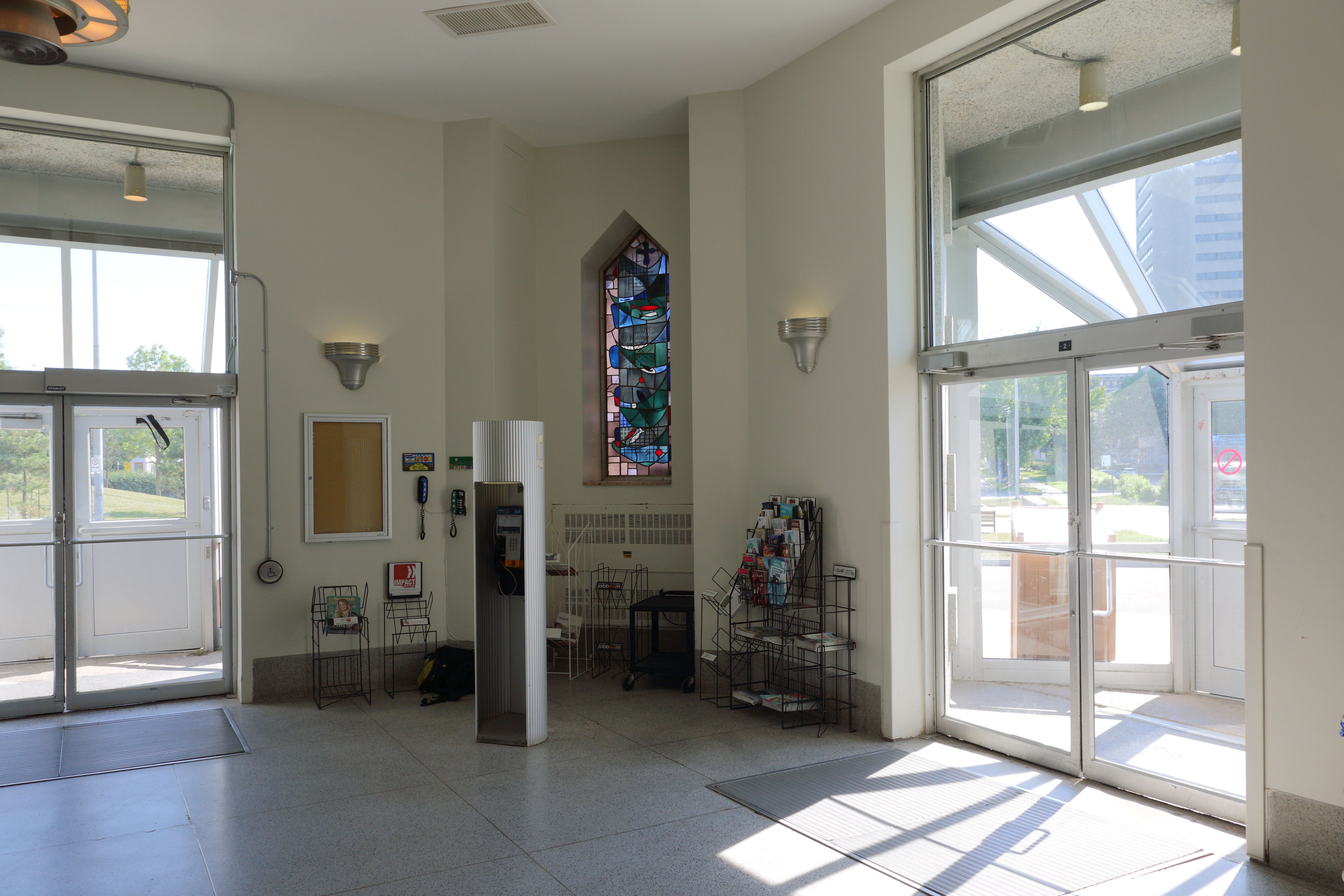
Tu seras pêcheur d'hommes

## Hommages toponymiques
L'avenue du Séminaire a été nommée en 1970, dans l'ancienne ville de Sainte-Foy et maintenant présente dans la ville de Québec. Entre 1958 et 1980, le Grand Séminaire de Québec était présent sur les terrains jouxtant l'Université Laval dans cet édifice. Depuis 1978, une nouvelle vocation à cet édifice pour devenir un édifice de l'Université Laval et être le Pavillon Louis-Jacques-Casault.